# Protokół bram wewnętrznych
Protokół bram wewnętrznych, IGP (od ang. interior gateway protocol) – protokół trasowania pakietów danych wewnątrz systemu autonomicznego.

## Ważniejsze protokoły bram wewnętrznych
- RIP i RIPv2 (ang. Routing Information Protocol)
- IGRP (ang. Interior Gateway Routing Protocol)
- EIGRP (ang. Enhanced Interior Gateway Routing Protocol)
- OSPF (ang. Open Shortest Path First)
- IS-IS (ang. Intermediate System-to-Intermediate System).